# Osbaldwick
Osbaldwick – wieś w Anglii, w hrabstwie ceremonialnym North Yorkshire, w dystrykcie (unitary authority) York. Leży 4 km na wschód od miasta York i 279 km na północ od Londynu. Miejscowość liczy 2726 mieszkańców.